# Université Saint Augustine's
L'université Saint Augustine's (en anglais : Saint Augustine's University) est une université privée historiquement noire de Caroline du Nord, État du Sud des États-Unis.
Située dans la ville de Raleigh, elle est fondée en 1867 sous le nom de Saint Augustine's Normal School par l'Église épiscopale des États-Unis pour l'éducation des esclaves affranchis.
Les Falcons de St. Augustine's représentent l'université dans les compétitions sportives.